# یواس‌اس آپاچی (ای‌تی‌اف-۶۷)
یواس‌اس آپاچی (ای‌تی‌اف-۶۷) (به انگلیسی: USS Apache (ATF-67)) یک کشتی بود که طول آن ۲۰۵ فوت (۶۲ متر) بود. این کشتی در سال ۱۹۴۲ ساخته شد.